# 卡爾皮夫齊 (日托米爾州)
49°57′18″N 28°6′28″E / 49.95500°N 28.10778°E
卡爾皮夫齊（烏克蘭語：Карпівці）是位於烏克蘭北部日托米爾州裏日托米爾區的村莊，處於捷捷列夫河畔，始建於1714年，面積7.94平方公里，海拔高度242米，2022年人口1,537，人口密度每平方公里256.52人。